# كيا بزرك اميد
كيا بزرگ‌ اميد الرودباري (ت. 532 هـ / 1138 م) هو داع وثاني حكام الإسماعيلية النزارية في قلعة ألموت. استولى على قلعة لمسر في آواخر القرن الخامس الهجري وحولها إلى حصن منيع للنزارية.
خلف حسن الصباح سنة 518 هـ وبقي حاكما إلى وفاته في جمادى الأولى 532 هـ. خلفه ابنه محمد بن كيا بزرك اميد.
ومن التغييرات الأخرى التي طرأت على الحكومة النزارية خلال فترة حكمه انخفاض عدد الإغتيالات ; وتشمل القائمة الخليفة العباسي الفضل المسترشد بالله، والي أصفهان، والي مراغة، والي تبريز، ومفتي قزوين. 